# Etia
Etia es un género de peces de la familia Cichlidae con una sola especie, Etia nguti, es endémico de Camerún, en el oeste de África. Es uno de los Pseudocrenilabrinae más singulares, no se sabe si aún vive o está extinto en su hábitat.

## Etia nguti
Es la única especie de este género y se cree que es el eslabón perdido entre Tylochromis y tilapia. Es un incubador bucal y llegua a crecer unos 12 cm. Es de color blanco, con una mancha obscura justo detrás de los operculos y tiene las aletas pelvicas amarillas.